# Тіллі Едінґер
Йоганна Ґабріелла Оттілія Едінґер (нім. Johanna Gabriele Ottilie Edinger, скорочено – Тіллі Едінґер; 13 листопада 1897, Франкфурт-на-Майні — 27 травня 1967, Кембридж) — німецько-американська дослідниця, палеонтолог, засновниця палеоневрології.

## Життєпис

### Дитинство та освіта
Тіллі Едінґер народилася в заможній єврейській сім'ї, яка довгий час входила до культурної та наукової еліти Франкфурта-на-Майні. Вона була наймолодшою серед трьох дітей, мала брата Фріца та сестру Дору. Її батько, Людвіг Едінґер, був відомим німецьким неврологом та співзасновником Франкфуртського університету (там же він започаткував перший неврологічний дослідницький інститут). Її мати, Анна Едінґер, була поборницею за жіночі права та активісткою руху за мир, а коли в 1906 році успадкувала значні статки від батька, то почала спонсорувати дослідження, які проводилися в дослідницькому центрі її чоловіка.
До 12 років Тіллі навчалася вдома, для цього її батьки наймали приватних вчителів з різних дисциплін. Її гувернантки, які володіли англійською та французькою мовами, прищепили їй любов до вивчення іноземних мов, а образ її батька науковця, а також його зв'язки з науковою елітою, заклали основи майбутньої професії. У 1909 році Тіллі продовжила навчання в школі імені Фрідріха Шиллера (нім. Schillerschule), єдиної на той час початкової школи для дівчат у Франкфурті. У підлітковому віці Тіллі починає поступово втрачати слух і батьки були вимушені придбати їй слуховий апарат. Через цю особливість, Тіллі часто сиділа в перших рядах під час навчання і слідкувала за всіма рухами викладачів.

У період з 1916 по 1918 Тіллі вивчала зоологію в Гайдельберзькому та Мюнхенському університетах, але з часом змінила профіль на геологію та палеонтологію. У 1921 році вона захистила ступінь доктора природничих наук у Франкфуртському університеті. Під час підготовки наукової роботи, Едінґер вдалося віднайти ендокран мозку (так званий відбиток мозку на внутрішній частині черепа; сам мозок майже не фосилізується через переважання м'яких тканин) мезозойської морської рептилії Нотозавра. 

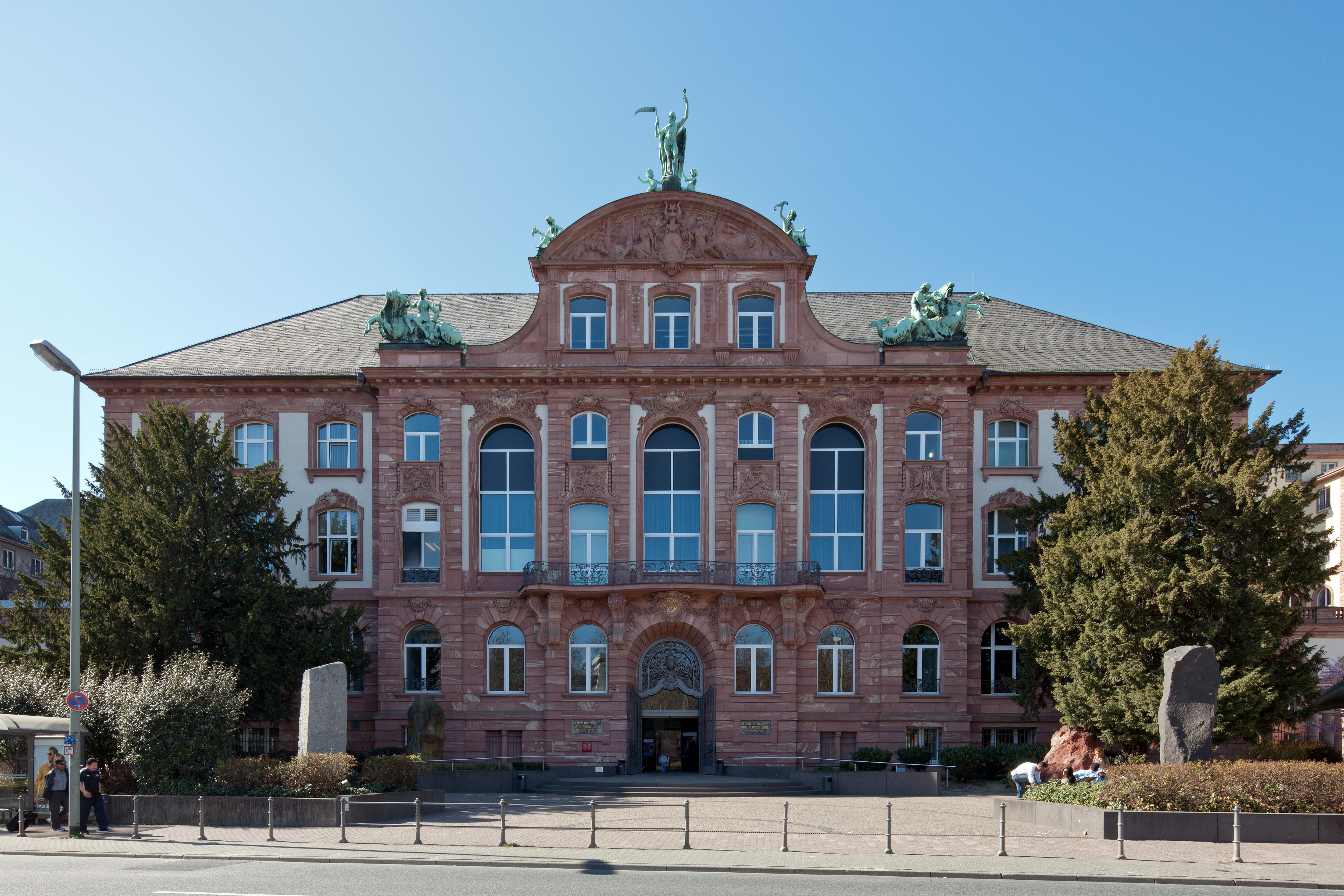
Головна будівля Зенкенберзького музею
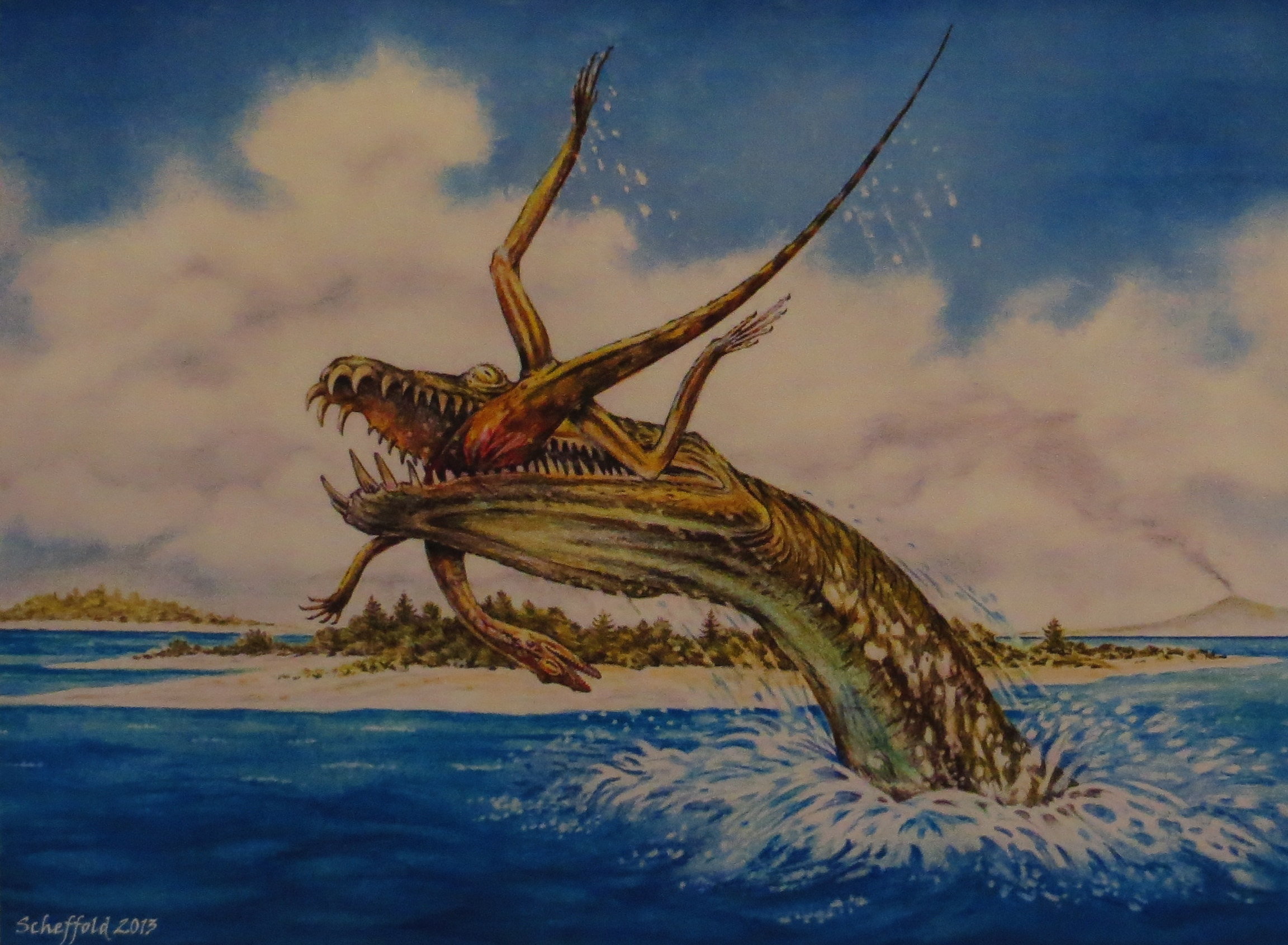
Ймовірний зовнішній вигляд нотозавра

Після здобуття диплома Едінґер займалася дослідженнями з неврології та палеонтології (як науковий співробітник) у Франкфуртському університеті до 1927 року. Батько не схвалював зацікавлення доньки неврологією, оскільки він вважав, що жінкам не варто займатися наукою. Однак пізніше він скористався своїм статусом в науковій спільноті, щоб допомогти знайти зв’язки, які сприяли б розвитку її кар’єри. У 1927 році, завдяки фінансовій допомозі батьків, вона погодилася на неоплачувану посаду куратора колекції хребетних у Франкфуртському музеї Зенкенберга. Після публікації її першої великої роботи «Скам'янілості мізків» (нім. Die fossilen gehirne) у 1929 році, музей запропонував їй оплачувану посаду.

### Прихід нацистів до влади
Усе змінилося у 1933 році, коли до влади в Німеччині прийшли націонал-соціалісти на чолі з Адольфом Гітлером. Нехтуючи застереженнями від колег та расовими законами, Едінґер вирішила залишитися у Франкфурті. Хоча її керівник у музеї був членом нацистської партії, він дозволив Едінґер продовжити роботу куратором музею. Натомість він попросив, щоби Едінґер прибрала своє ім’я з дверей офісу та звільняла будівлю щоразу, коли туди потрапляли нацисти. У цих умовах вона працювала до 1938 року, доки нацистська партія не посилила тиск на німецьку єврейську громаду. Останньою краплею стала Кришталева ніч, тоді вона зрозуміла, що залишатися в Німеччині небезпечно. До 11 листопада Едінґер вже було заборонено заходити до музею чи будь-якої іншої громадської будівлі. Незабаром після цього усі речі з її офісу були доставлені до неї додому без жодних пояснень, і університетська бібліотека наказала їй повернути всі книги, які вона позичала за час своєї роботи.
У 1938 році вона подала заявку на отримання виїзної візи, щоб іммігрувати до Сполучених Штатів, але її поставили в список очікування. Крім того, нацисти прибрали пам'ятник її матері з муніципального парку та змінили назву вулиці, яка мала ім'я її батька. Через загострення ситуації, Едінґер не могла чекати на візу, тому почала шукати інші вирішення. Їй пощастило і до неї звернувся відомий невропатолог і колишній викладач Франкфуртського університету Філіпп Шварц (нім. Philipp Schwartz), якому вдалося емігрувати у Швейцарію ще у 1933 році, він запропонував допомогти Едінґер. У травні 1939 року їй було надано тимчасовий дозвіл на виїзд з Німеччини. Завдяки допомозі «Асоціації німецьких науковців з надзвичайних ситуацій» (нім. Notgemeinschaft der Deutschen Wissenschaft) їй вдалося отримати тимчасовий прихисток у Лондоні. Наступний рік вона працювала в Британському музеї природної історії, поперемінно перекладаючи тексти для доктора Шварца та працюючи над власними палеоневрологічними проєктами. Попри різке погіршення фінансового стану та обмеження на подорожі через її класифікацію як «іноземця-ворога», Едінґер описувала своє життя в Лондоні як значно вільніше, ніж у Німеччині:
|                                               | Звучатиме кумедно, якщо застосовувати слово «обмеження» щодо прекрасного вільного життя, яке я тут живу, коли «вдома», мені не дозволяли зайти навіть у громадський музей, чи кінотеатр, чи кафе. |
| — з листів Тіллі Едінґер, 27 жовтня 1939 року | |

Через рік після її приїзду до Великобританії несподівано подзвонили щодо її візи в Сполучені Штати та в 1940 році вона іммігрувала до США. Її брат Фріц довго зволікав з еміграцією і був заарештований, а згодом загинув у газовій камері:
|                                    | Його надто довгі вагання покинути Німеччину були такими ж, як і мої (я залишалася до травня 1939 року), оскільки ми звикли жити в багатстві й не знали нічого крім цього, мій брат боявся поїхати до чужої країни, де розмовляють чужою мовою. |
| — з листів Тіллі Едінґер, 1951 рік | |

### Життя в еміграції
З прибуттям до Кембриджу, Едінґер одразу ж стала частиною академічної та соціальної еліти, яка тоді існувала в Гарвардському музеї порівняльної зоології, де й почала працювати. Вона перебралася до США у досить зручний час, що дозволило їй взяти участь в установчих зборах «Товариства палеонтології хребетних» у грудні 1940 року, на якому вона була єдиною присутньою жінкою. Її колеги прийняли новоприбулу науковицю і стали їй майже за родину. Під час особистого інтерв’ю в 1962 році, Едінґер згадувала, що коли сиділа за спільним столом з видатними колегами-палеонтологами, то раптом усвідомила, що називає їх усіх на ім'я, чого б не сталося в неї на батьківщині.

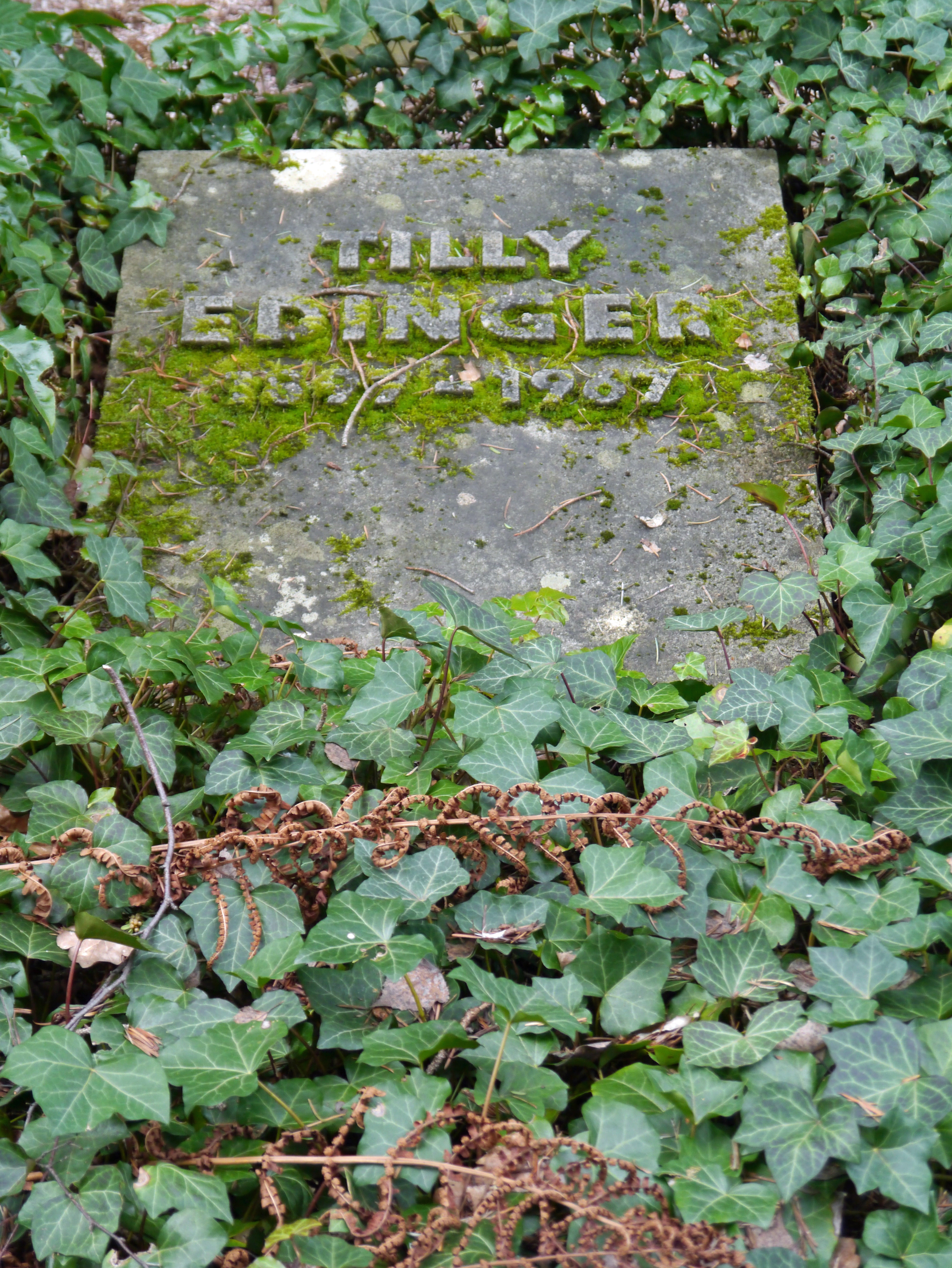
Надгробок Тіллі в сімейній могилі на головному кладовищі Франкфурта

Для додаткового заробітку вона ще періодично допомагала Філіппу Шварцу із медичними перекладами. У 1945 році Едінґер отримала громадянство США. У 1948 році Тіллі опублікувала свою другу основоположну роботу «Еволюція мозку коня». Вона тимчасово звільнилася з Гарварду на один навчальний рік (на період 1944–1945 років), щоби стати професором порівняльної анатомії в коледжі Веллслі. З цієї посади вона пішла у відставку після того, як її слух серйозно погіршився. У 1963 і 1964 роках Едінґер була обрана президентом «Товариства палеонтології хребетних, що свідчить про її видатні заслуги у цій галузі. На її честь названі «кістки Тіллі», потовщені кістки хребців деяких видів риб.
Під час свого перебування в Кембриджі Едінґер часто поверталася до Франкфурта, оскільки вона дуже любила своє рідне місто. Вона була особливо зворушена за надання їй почесного ступеня. Після закінчення Другої світової війни Едінґер довелося боротися за репарації від Федеративної Республіки до 1960-х років, але водночас вона виступала за денацифікацію своїх німецьких колег.
Едінґер припинила активну наукову діяльність у віці в шістдесят сім років, після того, як віддала двадцять п'ять років життя роботи в Гарвардському музеї порівняльної зоології. Після виходу на пенсію вона продовжувала писати наукові статті та роботи. 27 травня 1967 року, коли вона переходила одну з вулиць в Кембриджі, через проблеми зі слухом, вона не почула про наближення автівки й була збита на смерть. Її прах було доставлено до Франкфурта і поховано в сімейній могилі на головному кладовищі Франкфурта.

## Науковий доробок

### Палеоневрологія
Едінґер заснувала концепцію вивчення неврології в рамках палеонтології в 1920-х роках у Німеччині. Вона зробила це шляхом інтеграції порівняльної анатомії та секвенс-стратиграфії. Вона також представила концепцію часу в неврології та змінила наукове розуміння розвитку мозку хребетних. Вона була однією з найвидатніших жінок-дослідниць геології в Німеччині, поки не була змушена покинути країну і перебратися до Америки.
Її внесок у галузь включає визначення ступеня, до якого ендокасти відображають анатомію стародавнього мозку, адекватність порівняльної анатомії для інтерпретації еволюції мозку, здатність ендокастів мозку передбачати спосіб життя вимерлих організмів, а також чи збільшився розмір мозку протягом геологічного часу; теми, які все ще досліджуються сьогодні. Найвищим досягненням її кар'єри стало складання анотованої бібліографії палеонейробіологічних робіт, опублікованих між 1804 і 1966 роками, яка була опублікована її колегами посмертно.

### Дослідження та еволюція мозку
«Скам'янілості мізків» Едінґер описують зв’язок між мозком, мозковою оболонкою черепа (яка містила мозок), і ендокастом, який був внутрішнім зліпком порожнистого предмета. Вона першою спостерігала взаємозв’язок між мозком/мозковою оболонкою та різними класами хребетних, скоріше відкидаючи думку про те, що мозкова оболонка не має надійного використання. Саме Тіллі першою систематично дослідила такі зліпки і таким чином довела їх користь для еволюційних досліджень. Вона представила свої ідеї у своїй першій публікації в 1921 році, яка розглядала мозок алігатора та його мозкову оболонку.
Щоб реконструювати форму та поверхню скам’янілого мозку, череп скам’янілості відливають у гіпсі. Однак такий зліпок черепа також може виникнути і природним шляхом: якщо череп спочатку опиниться у воді (особливо якщо вона перебуває у русі, наприклад річка), осад може проникнути через очні ямки і пізніше затвердіти в черепі, утворюючи кам’яне ядро. Цей скам'янілий осад може набути форми поверхні мозку і таким чином відобразити її. Якщо вода була насичена кальцієм, вапняний наліт може осідати на поверхні черепа; потім ці вапняні відкладення утворюють поверхню внутрішньої частини порожнини черепа, що може призвести до дуже детальних зліпків порожнин мозку.
Едінґер також змогла ідентифікувати два «виступи» в мозку вимерлого виду кажанів, які також зустрічаються у нинішніх кажанів. Ці структури обробляють ультразвукове відлуння, яке використовують кажани, щоб орієнтуватися в темряві. Тому вона припустила, що ехолокація вже була розвинена у цього раннього кажана. Тіллі також досліджувала мозок нотозаврів і першою зрозуміла хід еволюції в цьому мозку. Навіть сьогодні палеонтологічні дослідження в цій галузі базуються на фундаментальних відкриттях Тіллі Едінґер.